# 若林暢
若林 暢（わかばやし のぶ、1957年8月30日 - 2016年6月8日）は、日本のヴァイオリン奏者。

## 経歴
東京芸術大学附属高等学校、東京芸術大学、同大学大学院を経てジュリアード音楽院博士課程に奨学金を得て留学。1995年、博士号を得る。ニューヨークを中心にアメリカ各地で演奏活動を行うと共に、ポーランド、イタリア、スペインなどヨーロッパでも度々演奏旅行を行う。1996年、帰国しリサイタルや室内楽を中心に演奏活動を行う。2016年6月8日、乳がんのため死去。58歳で没。

## 主なコンクール受賞歴
- 1986年
  - ニューヨーク国際芸術家コンクールで第1位。
  - 第9回ヴィエニアフスキ国際ヴァイオリン・コンクールで第2位を受賞し、最優秀音楽解釈賞、ヘンリク・シェリング賞、ワンダウィルコミルスカ賞、ボナズン市長賞も併せて受賞。

## レコーディング
- ブラームス：ヴァイオリン・ソナタ全曲集（イギリス・ビックウィック）1993年
- チャールズ・アイヴズ：ヴァイオリン・ソナタ全集 (Arte Nova *cl* )
- ブラームス：ヴァイオリン・ソナタ全集（ソニー・ミュージックダイレクト MHCC30004）2017年
- ヴァイオリン愛奏曲集（ソニー・ミュージックダイレクト MHCC30005）2017年
- “魂のヴァイオリニスト”甦る若林暢（ソニー・ミュージックダイレクト MHCC30006）2018年

## 著作
- 悪魔のすむ音楽（音楽之友社 ISBN 978-4-276-13056-2）